# 아주리시장 만세운동
아주리시장 만세운동(鵝州里市場 萬歲運動)은 1919년 4월 3일에 경상남도 통영군 이운면 아주리(現 경상남도 거제시 아주동)에서 일어난 3.1 운동의 일환으로 벌어진 만세 운동이다.

## 배경
아주리에 거주한 윤택근(尹澤根)은 아양리에 살았던 이주근(李柱勤), 이인수(李麟洙) 등과 함께 4월 3일 아주리 장날을 이용해 독립 만세를 외치기로 결의했다. 이 중 이주근은 경성에서 고종 황제의 국장에 참여했던 전력이 있어, 당시 각 지방에서 벌어지고 있던 독립만세 시위를 목격하였다. 이에 따라 4월 1일 아양리의 서당에 모인 주동자는 10여 장의 종이에 ‘대한제국 독립만세’라는 이름으로 크게 쓴 격문을 만들어, 그날 밤 이를 눈에 잘 띄는 인가 대문에 붙이거나 아주리시장과 도로 등 길 위에 붙였다.

## 전개
4월 3일 열린 아주리시장에서, 저녁 7시가 되자 주동자들이 일어나 당등산에서  ‘대한국독립만세’라 쓴 종이 깃발을 크게 흔들며 만세를 외쳤다. 이 소리로 인해 시장에 모인 다수의 사람들이 독립만세운동에 동참했다. 아주장터에서는 2,500여 명의 민중이 모인 것으로 기록되어 있다. 한편 일본 헌병 등은 사건 진압을 위해 총포를 발사하려 하였으나, 당시 비가 내려 헌병들의 사격이 불가능하였다고 전해진다. 이로 인해 아주장터에서의 시위가 밤까지 옥포 등 인근 지역에서 산발적으로 진행되었다.

## 결과
한 편 이 만세운동에 자극받아 4월 6일에는 옥포리에서 또 다른 만세운동이 주종찬 등이 주동하여 벌어졌다. 이 만세운동에는 200여 명에 가까운 사람들이 참여하는 한편, 영남지역에서는 드물게 이운면사무소 등 공공지청을 점거하고 농성을 하였던 기록이 남아 있다. 만세운동에 참여했던 주동자 중 윤택근과 주종찬은 징역 1년, 이인수, 이주근은 징역 8월을 대구복심병원에서 동년 5월 17일 선고 받았다. 주종찬은 대구복심법원에서 ‘다시 독립운동을 하겠느냐’는 판사의 심문에 손을 깨물어 ‘일심(一心)’이란 혈서를 만들어 판사에게 던져 알려지기도 했다.
현재 대우조선해양은 아주리시장 만세운동과 1980년대 옥포조선소 노동쟁의를 기념하는 민주광장을 당등산의 위치에 건립하여 이를 기념하고 있다. 아울러 거제시에서는 아주리시장 만세운동 등 거제 3.1운동을 기념하는 기념비를 아주동에 건립하는 한편, 매년 만세운동을 기념하는 행사를 4월 3일 개최하고 있다. 다만 이 행사는 과거 음력에 맞춰 작성한 것으로 오해를 받은 탓에 5월 2일 개최되었다가, 향토사학계의 지적으로 관련 사료가 바로잡히며 4월 3일에 일어난 것으로 정정되었다. 또한, 당시 참여하였던 독립운동가 대부분이 서훈을 제대로 받지 못한 것으로 알려져 재평가에 대한 목소리도 고조되고 있다.